# Kościół Nuestra Señora del Carmen w Maladze
Kościół Nuestra Señora del Carmen – kościół parafialny znajdujący się przy ulicy La Serna w Maladze, w dzielnicy El Perchel. Dawniej był świątynią zakonu św. Andrzeja (San Andrés) karamelitów bosych.
Kompleks zakonny karmelitów został wzniesiony w 1584 roku. O wybudowanym wtedy kościele brak informacji, gdyż został niemal całkowicie zniszczony w wyniku trzęsienia ziemi w 1680. Został odbudowany, a dalsze przebudowy miały miejsce w XVIII wieku. W 1831 roku posłużył za więzienie dla generała Torrijosa i jego towarzyszy, liberalnych powstańców rozstrzelanych na plaży w Maladze. W wydarzeniach poprzedzających wybuch wojny domowej (1936–1939) świątynia została podpalona, budynek został uszkodzony, a ołtarze zaginęły. Architekt Enrique Atencia był odpowiedzialny za odbudowę w 1944 roku.